# Kvartični graf
Kvártični gráf je v teoriji grafov graf v katerem imajo vse točke stopnjo enako 4 in je tako 4-regularni graf. Kvartični graf se imenuje tudi štírivaléntni graf. Po lemi o rokovanju je v vsakem regularnem grafu na n točkah s stopnjo r število povezav enako:
{\displaystyle e={\frac {nr}{2}}\!\,,}
tako da je pri kvartičnem grafu število povezav enako dvojnemu številu točk ({\displaystyle r=4\,}):
{\displaystyle e=2n\!\,.}

## Zgledi
Več dobro znanih grafov je kvartičnih. Med njimi so:
- polni graf K5, graf 5-celice, kvartični graf s 5-imi točkami, najmanjši možni kvartični graf in edini na 5-ih točkah.
- cirkulantna grafa C7(1,2) in C7(1,3), kvartična grafa s 7-imi točkami. Grafa sta med seboj izomorfna.
- polni dvodelni graf K(4,4), kvartični graf z 8-imi točkami.
- trdnjavin graf 3×3, Paleyjev graf reda 9, kvartični graf z 9-imi točkami.
- krona {\displaystyle S_{5}^{0}}, kvartični graf z 10-imi točkami.
- Chvátalov graf, kvartični graf z 12-imi točkami, najmanjši kvartični graf brez trikotnikov, ki se ga ne da pobarvati s tremi barvami.[2]
- poliedrski grafi
  - platonski grafi – od 5-ih platonskih grafov je en kvartičen:
    - oktaedrski graf s 6-imi točkami, poliedrski graf oktaedra. Posebni primer Turánovega grafa T(6,3) = K2,2,2. Edini kvartični graf na 6-ih točkah.

  - arhimedski grafi – od 13-ih arhimedskih grafov so štirje kvartični:
    - kubooktaedrski graf z 12-imi točkami, poliedrski graf kubooktaedra.
    - ikozidodekaedrski graf s 30-imi točkami, poliedrski graf ikozidodekaedra.
    - rombikubooktaedrski graf z 48-imi točkami, poliedrski graf rombikubooktaedra
    - rombiikozidodekaedrski graf s 60-imi točkami, poliedrski graf rombiikozidodekaedra.

  - grafi Johnsonovih teles – od 92-ih grafov Johnsonovih teles so trije kvartični:
    - graf podaljšane kvadratne bipiramide z 10-imi točkami
    - graf trikotniške ortobikupole z 12-imi točkami
    - graf trojnopovečane šeststrane prizme s 55-imi točkami

  - grafi antiprizm brez tetraedra
- polihoronski grafi
  - graf teserakta s 16-imi točkami, polihoronski graf teserakta
  - graf 120-celice s 600-imi točkami, polihoronski graf 120-celice
- Robertsonov graf, kvartični graf z 19-imi točkami, najmanjši kvartični graf z obsegom 5.[3]
- Hoffmanov graf, kvartični graf s 16-imi točkami, kospektralni hiperkockin graf Q4 (teserakta).
- Folkmanov graf, kvartični graf z 20-imi točkami, najmanjši polsimetrični graf.[4]
- Brinkmannov graf, kvartični graf z 21-imi točkami, najmanjši kvartični graf z obsegom 5 in kromatičnim številom  4.[5]
- Holtov graf, kvartični graf s 27-imi točkami, najmanjši polprehodni graf.
- Meredithov graf, kvartični graf s 70-imi točkami, ki je 4-točkovno-povezan vendar nima Hamiltonovega cikla, in je protiprimer domneve Crispina Nash-Williamsa, da je vsak kvartični graf 4-točkovno-povezan graf Hamiltonov.[6]

- Polni graf K5 
 graf 5-celice
- Oktaedrski graf 
 (graf trikotniške antiprizme)
- Cirkulantni graf {\displaystyle C_{7}(1,2)\,}
- Cirkulantni graf {\displaystyle C_{7}(1,3)\,}
- Kvartični graf na 7-ih točkah
- Polni dvodelni graf K(4,4)
- Trdnjavin graf 3×3, Paleyjev graf reda 9
- Chvátalov graf
- Kubooktaedrski graf
- Hiperkockin graf Q4 (graf teserakta)
- Hoffmanov graf
- Robertsonov graf
- Folkmanov graf
- Brinkmannov graf
- Holtov graf
- Ikozidodekaedrski graf
- Rombikubooktaedrski graf
- Rombiikozidodekaedrski graf
- Meredithov graf
- Graf 120-celice

Vsak sredinski graf je kvartični ravninski graf, in vsak kvartični ravninski graf je sredinski graf parov dualnih ravninskih grafov ali multigrafov. Vozelni diagrami in povezavni diagrami so tudi kvartični ravninski multigrafi v katerih točke predstavljajo presekanja diagramov in so označeni z dodatno informacijo, ki pove katera od dveh vej vozla prečka drugo vejo v tisti točki.

## Značilnosti
Ker je stopnja vsake točke v kvartičnem grafu soda, ima vsak povezani kvartični graf Eulerjevo pot. In kakor za regularne dvodelne grafe v splošnem ima vsak dvodelni kvartični graf popolno parjenje. V tem primeru je možen veliko preprostejši in hitrejši algoritem za iskanje takšnega parjenja kot pri neregularnih grafih – z zbiranjem katerekoli druge povezave Eulerjeve poti se lahko najde 2-faktor, ki mora v tem primeru biti zbirka krožnic, vsaka z liho dolžino, kjer se vsaka točka grafa pojavi točno v eni krožnici. S ponovno izbiro katerekoli druge povezave v teh krožnicah se lahko dobi popolno parjenje v linearnem času. Enaka metoda se lahko uporabi za barvanje povezav grafa s štirimi barvami v linearnem času.
Kvartični grafi imajo liho število Hamiltonovih dekompozicij.
Število možnih neizomorfnih povezanih kvartičnih grafov na n ≥ 0 točkah je: (OEIS A006820):
1, 0, 0, 0, 0, 1, 1, 2, 6, 16, 59, 265, 1544, 10778, 88168, 805491, 8037418, 86221634, 985870522, 11946487647, 152808063181, 2056692014474, 28566273166527, ...
Pri tem velja, da regularnost ničelnega grafa brez točk (n = 0) ni definirana in je tako lahko poljubna, zato je graf tudi 4-regularen. Na 5-ih in 6-ih točkah sta edina neizomorfna grafa polni graf K5 in oktaedrski graf. Cirkulantna grafa C7(1,2) in C7(1,3) sta med seboj izomorfna. Na 7-ih točkah obstaja le še en tema grafoma neizomorfen graf.

## Odprti problemi
Ali imajo vsi kvartični grafi liho število Hamiltonovih ciklov ali imajo več kot enega je odprta domneva. Izjava ne velja za kvartične multigrafe.